# Толокнов, Борис Андреевич
Борис Андреевич Толокно́в (8 июня 1922 года — 2 февраля 1945 года) — советский военнослужащий, участник Великой Отечественной войны, командир пулемётной роты 899-го стрелкового полка (248-й стрелковой дивизии, 9-го стрелкового корпуса, 5-й ударной армии, 1-го Белорусского фронта), капитан, Герой Советского Союза.

## Биография
Борис Андреевич Толокнов родился в деревне 1-я Михайловка ныне Белебеевского района Башкирии в крестьянской семье. Русский. Член ВКП(б) с 1943 года.
Окончил 10 классов школы.
В Красную Армию призван в 1940 году Белебеевским райвоенкоматом Башкирской АССР. В 1941 году окончил Тюменское военное пехотное училище.
В боях Великой Отечественной войны с сентября 1941 года. Воевал на Юго-Западном, Южном, 3-м и 4-м Украинских, 1-м Белорусском фронтах. Командир пулемётной роты 899-го стрелкового полка (248-я стрелковая дивизия, 5-я ударная армия, 1-й Белорусский фронт) капитан Борис Толокнов отличился в боях при форсировании реки Одер в районе Грос-Нойендорф (Германия).
Погиб в бою 2 февраля 1945 года. Похоронен в селении Гросс-Нойендорф (Германия).

## Подвиг
«Рота Толокнова Бориса Андреевича захватила плацдарм на западном берегу и, пройдя в тыл врага, подавила огневые точки, обеспечив переправу других подразделений полка.
Оказавшись в окружении, отважный офицер продолжал удерживать плацдарм. В критический момент боя, когда иссякли боеприпасы, капитан Толокнов вызвал огонь артиллерии на себя. Погиб в бою 2 февраля 1945 года».
Указом Президиума Верховного Совета СССР от 31 мая 1945 года за образцовое выполнение боевых заданий командования и проявленные при этом геройство и мужество капитану Толокнову Борису Андреевичу посмертно присвоено звание Героя Советского Союза.

## Награды
Награждён орденом Ленина, орденами Красного Знамени (15.01.1944), Отечественной войны 2-й степени (07.05.1944).